# アンナ・マリア・フォン・プファルツ＝ノイブルク
アンナ・マリア・フォン・プファルツ＝ノイブルク（ドイツ語：Anna Maria von Pfalz-Neuburg, 1575年8月18日 - 1643年2月11日）は、

## 生涯
アンナ・マリアはプファルツ＝ノイブルク公フィリップ・ルートヴィヒと、ユーリヒ＝クレーフェ＝ベルク公ヴィルヘルム5世の娘アンナとの間の長女である。
1591年9月9日にノイブルクにおいてザクセン＝ヴァイマル公フリードリヒ・ヴィルヘルム1世と結婚した。結婚の際には夫妻の肖像を刻んだ金貨が鋳造された。1602年に夫フリードリヒ・ヴィルヘルム1世が死去し、1604年にアンナ・マリアは子供たちと共にヴァイマルからアルテンブルクに移り、アルテンブルクは独立した公国としてヴァイマルから分離された。未亡人となったアンナ・マリアは「深い憂鬱」に陥ったと言われ、1612年以来、寡婦財産として与えられていたドルンブルク・アン・デア・ザーレの町で子供たちと離れて暮らした。1631年、三十年戦争においてティリー将軍の下でクロアチア人が居城を攻撃したとき、アンナ・マリアは攻撃に抵抗したが、城は略奪されアンナ・マリアは頬を負傷した。城に駆けつけた市民の助けにより攻撃は撃退され、アンナ・マリアは感謝の気持ちを込めて教会に台付き杯を寄贈した。
アンナ・マリアは1643年に死去し、アルテンブルクの兄弟教会の王室の地下室に埋葬された。現在、墓所は城壁で囲まれている。

## 子女
- ヨハン・フィリップ（1597年 - 1639年） - ザクセン＝アルテンブルク公（1603年 – 1639年）
- アンナ・ゾフィー（1598年 - 1641年） - エールス公カレル・ベジフと結婚。
- フリードリヒ（1599年 - 1625年）
- ヨハン・ヴィルヘルム（1600年 - 1632年）
- ドロテア（1601年 - 1675年） - ザクセン＝アイゼナハ公アルブレヒトと結婚。
- フリードリヒ・ヴィルヘルム2世（1603年 - 1669年） - ザクセン＝アルテンブルク公（1639年 – 1669年）